# 고선명 광 디스크 포맷 전쟁
고선명 광 디스크 포맷 전쟁은 두 가지 고선명 영상 배포용 광 디스크 표준, 즉 소니가 지지하는 블루레이 디스크와 도시바가 지지하는 HD DVD 간의 시장 경쟁이었다. 이 충돌은 2006년부터 2008년까지 지속되었으며, 블루레이가 지배적인 포맷으로 부상하면서 막을 내렸다. 두 포맷 모두 2000년대 초반에 DVD의 후계자로 개발되었으며, 데이터 저장 용량을 늘리기 위해 청색 레이저 기술을 활용했다. 유사한 기술을 사용했지만, 블루레이는 더 높은 용량을 제공했고, HD DVD는 기존 DVD 생산 인프라와의 호환성으로 인해 제조 비용이 낮다는 장점이 있었다.
이 경쟁은 VHS와 베타맥스 간의 초기 비디오테이프 표준 전쟁을 되풀이했는데, 하드웨어 제조업체, 영화 스튜디오, 소매업체들이 지지하는 진영으로 나뉘었다. 소비자들이 어떤 포맷이 우세할지 망설인 것은 두 포맷 모두의 채택이 부진하는 데 기여했다. 블루레이의 최종적인 지배력은 2000년대 후반과 2010년대에 걸쳐 디지털 스트리밍 서비스가 부상하면서 완화되었는데, 스트리밍 서비스는 물리적 미디어의 인기 있는 대안으로 빠르게 자리 잡았다.
블루레이 승리에 기여한 두 가지 주요 요인은 다음과 같다. 소니가 비디오 게임 콘솔인 플레이스테이션 3에 블루레이 드라이브를 포함시켜 사용자 기반을 빠르게 확장한 것, 그리고 주요 영화 스튜디오와 소매업체들이 블루레이로 지지를 전환한 것이다. 2008년 2월 19일, 도시바는 HD DVD 플레이어 개발을 중단하겠다고 공식 발표하며 사실상 포맷 전쟁에서의 패배를 인정했다.

## 배경
고선명 광 디스크 포맷 전쟁은 앞서 발생한 비디오테이프 표준 전쟁과 유사하며, 이 전쟁에서도 소니가 주요 역할을 했다. 역사적으로 포맷 전쟁은 소비자들이 패배할 표준에 투자하는 것을 두려워하여 양쪽 모두 구매를 자제하기 때문에 양 진영 모두에게 파괴적인 경우가 많았다. 비디오테이프 포맷 전쟁 이후 수십 년 동안, DVD 포럼의 DVD 표준과 그랜드 얼라이언스의 HDTV 표준을 포함하여 통합 표준을 만든 산업 협회 덕분에 유사한 충돌을 피할 수 있었다.
2000년대 중반, HDTV가 널리 보급되면서 고선명 콘텐츠에 대한 수요가 증가했다. HD 비디오의 데이터 요구 사항을 지원하기 위해서는 더 높은 용량의 광 저장 매체가 필요했다. 나카무라 슈지의 청색 레이저 다이오드 발명으로 돌파구가 마련되었는데, 청색 레이저는 더 짧은 파장을 가져 DVD에 사용되는 적색 레이저보다 더 밀집된 데이터 인코딩이 가능했다.
소니는 청색 레이저 기술을 적용하는 두 가지 프로젝트를 시작했다. 울트라 덴시티 옵티컬과 파이오니아와 협력한 DVR 블루이다. DVR 블루는 2000년 10월 CEATEC에서 공개적으로 시연되었고, 이후 블루레이로 개발되었다. 블루레이는 2002년 2월 19일 공식 발표되었으며, 9개 전자 제조업체 컨소시엄인 블루레이 협회(BDA)의 지원을 받았다.
한편, 도시바가 의장을 맡은 DVD 포럼은 청색 레이저 기술 채택을 두고 크게 분열되었다. 고가 다이오드와 초기 프로토타입 디스크를 보호하는 데 필요한 캐디 비용에 대한 우려가 집중되었다. 대신, 2002년 3월, 포럼은 듀얼 레이어 DVD-9 디스크에 HD 콘텐츠를 압축하는 계획을 승인했다. 하지만 도시바와 NEC는 자체적인 청색 레이저 포맷 개발을 계속했고, 초기에는 어드밴스드 옵티컬 디스크라는 브랜드를 사용했다. 이 포맷은 2003년 DVD 포럼에 의해 "HD DVD"로 채택되었다. 그러나 이 승인은 BDA와 제휴한 회원사들에 의해 두 차례 부결된 후에 이루어졌으며, HD DVD 지지자들이 DVD 포럼에 3명의 신규 회원을 추가하고 승인을 확보하기 위해 투표 규정을 변경하도록 유도했다. 이러한 노력은 미국 법무부의 조사를 받게 되었다.

## 포맷 전쟁 회피 노력

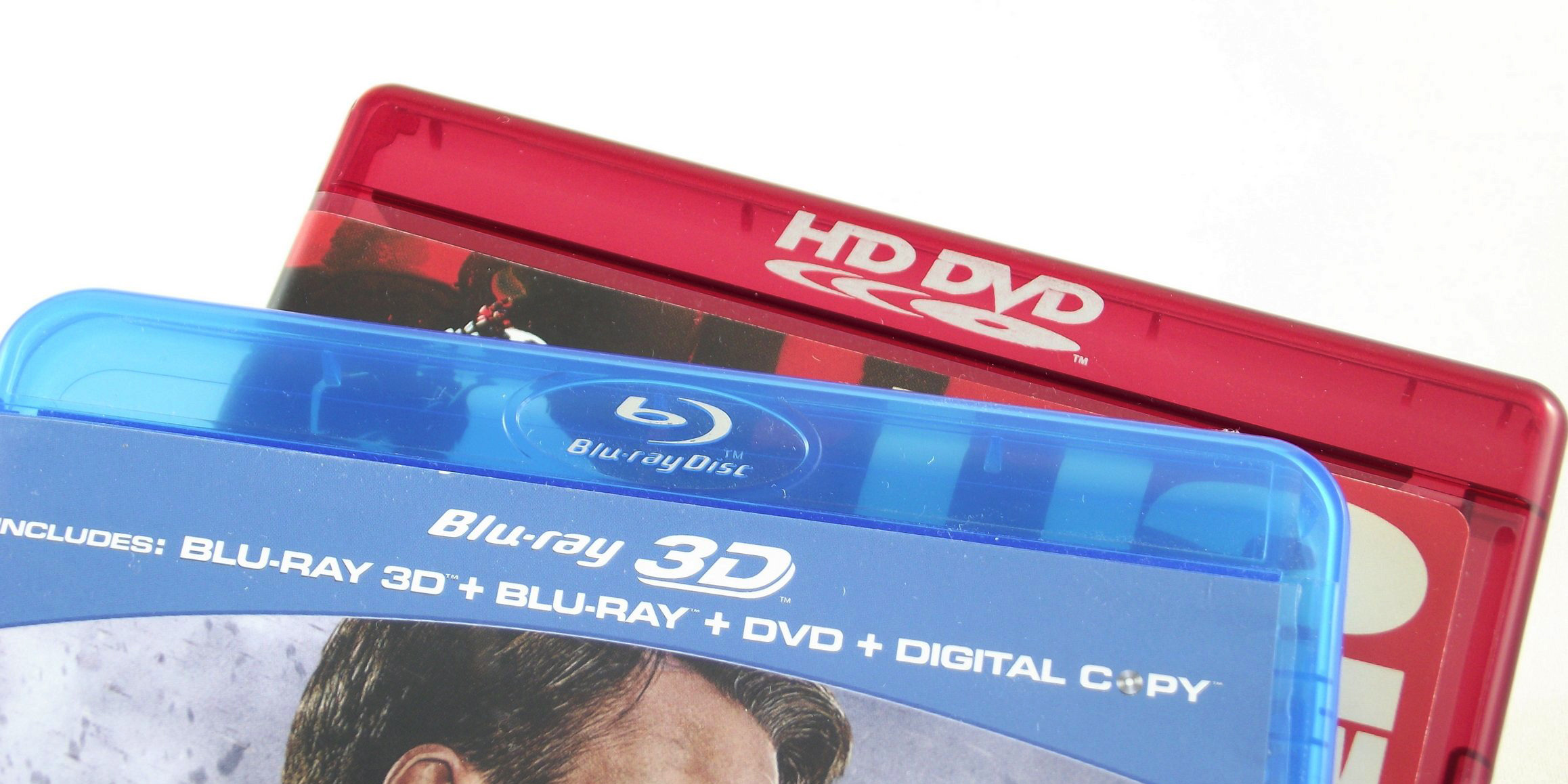
HD DVD(위)와 블루레이(아래)는 거의 동일한 반투명 킵 케이스를 사용했으며, 일반적으로 HD DVD는 빨간색, 블루레이는 파란색이었다.

2005년 초, BDA와 DVD 포럼은 비용이 많이 드는 포맷 전쟁을 피하기 위해 경쟁 포맷을 통합하기 위한 협상을 시작했다. 주요 기술적 의견 불일치 중 하나는 상호 작용 플랫폼이었다. 블루레이 지지자들은 BD-J로 알려진 자바 기반 시스템을 지지했고, DVD 포럼은 마이크로소프트의 HDi를 지지했다. 그러나 더 큰 쟁점은 BDA 내의 회사들이 DVD 라이선스 모델 하에서처럼 수십억 달러의 잠재적 로열티를 잃을 것을 우려했다는 점이었다. 여러 차례 합의가 거의 이루어질 뻔했지만, 진행은 더뎠다.
협상은 2005년 중반에 결렬된 것으로 보였다. 6월, 자바 개발사인 썬 마이크로시스템즈는 BDA가 HDi 대신 BD-J를 공식 채택했다고 발표했다. 같은 시기에 마이크로소프트와 도시바는 HD DVD 플레이어 개발에 협력할 계획을 발표했다. BDA 회원들의 마음을 바꾸기 위해 7월에 마이크로소프트의 빌 게이츠는 HDi가 "개인용 컴퓨터와 더 원활하게 작동할 것"이라고 주장했다. 그러나 BDA 대표들은 결국 BD-J 선택을 고수했다.
2005년 8월 22일, BDA와 DVD 포럼은 표준 통합 협상이 실패했다고 발표했다.
휴렛 팩커드(HP)는 10월에 타협안을 제안했다. BDA가 HDi와 필수적인 "관리 복사" 기능을 채택하면 HP는 블루레이를 지원하겠다는 것이었다. 당시 분석가들은 HP의 요구가 충족되면 포맷 전쟁이 시작되기도 전에 블루레이가 승리할 것이라고 전망했다. BDA는 관리 복사 구현에는 동의했지만, HDi 채택은 다시 거부했다.
HD DVD 플레이어와 타이틀은 2006년 4월 18일 미국에서 출시되었고, 블루레이 타이틀은 2006년 6월 20일 출시되었다.

## 동맹

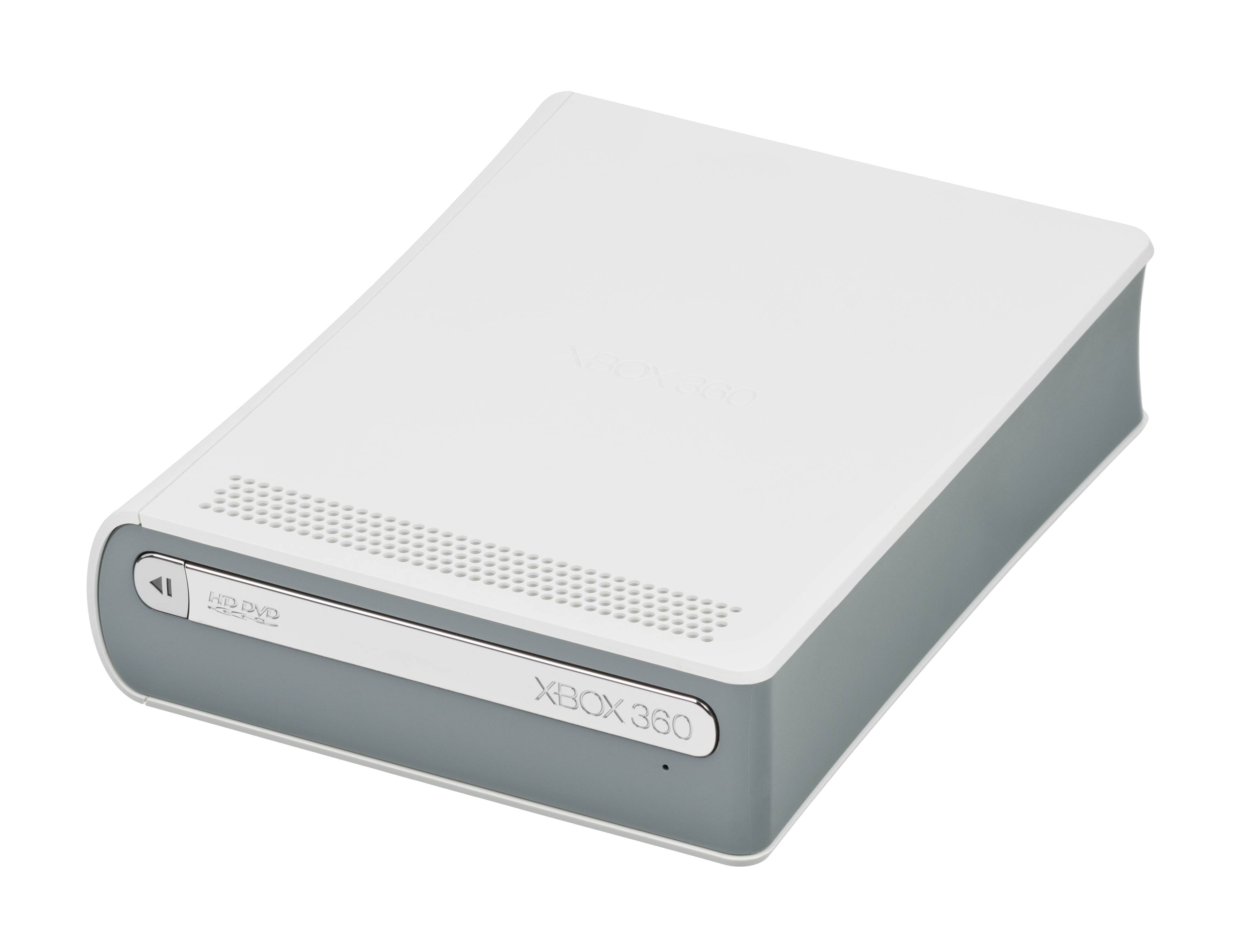
마이크로소프트는 엑스박스 360용 HD DVD 드라이브를 출시했지만, 영화 재생용이었고 이 포맷으로 게임을 출시하지 않았다.

BDA는 2002년 5월 20일 히타치, LG전자, 파나소닉, 파이오니아, 필립스, 삼성, 샤프, 소니, 톰슨 SA 등 주요 전자 회사들이 설립한 블루레이 디스크 재단에 뿌리를 두고 있다. 추가적인 초기 지지자로는 델, HP, 미쓰비시, TDK 등이 있었다. BDA는 2004년 10월 4일 20세기 스튜디오를 포함한 14개 회사로 공식 설립되었다. 협회는 결국 73개의 회원사, 기여자 및 일반 회원으로 성장했다. 비독점적인 블루레이 지지자로는 에이서, 알파인, 에이수스, 히타치 맥스웰, 켄우드, 라닉스, 라이트온, 메리디안, 온쿄, 삼성 등이 있었다.
도시바, NEC, 산요, 메모리테크 코퍼레이션이 2004년 9월 27일 HD DVD 프로모션 그룹을 설립했다. 추가적인 초기 지지자로는 마이크로소프트, RCA, 인텔, 벤투어 일렉트로닉스 등이 있었다.
포맷 전쟁이 절정에 달했을 때, 여러 스튜디오는 블루레이와 HD DVD 모두로 콘텐츠를 출시했다. 이들에는 파라마운트, BBC 비디오, 퍼스트 룩 스튜디오, 이미지 엔터테인먼트(디스커버리 채널 프로그램 포함), 매그놀리아 홈 엔터테인먼트, BCI 이클립스, 라이코 및 코흐 비전이 있었다.

## 결정 요인
포맷 전쟁의 결과가 블루레이에게 유리하게 결정된 것은 주로 두 가지 요인에 의해 좌우되었다. 첫째는 소니가 비디오 게임 콘솔 플레이스테이션 3에 블루레이 드라이브를 탑재하여 설치된 사용자 기반을 빠르게 확장했다는 점이고, 둘째는 주요 영화 스튜디오들의 사업 제휴 전환과 그에 따른 유통업체들의 반응이었다.

### 플레이스테이션 3

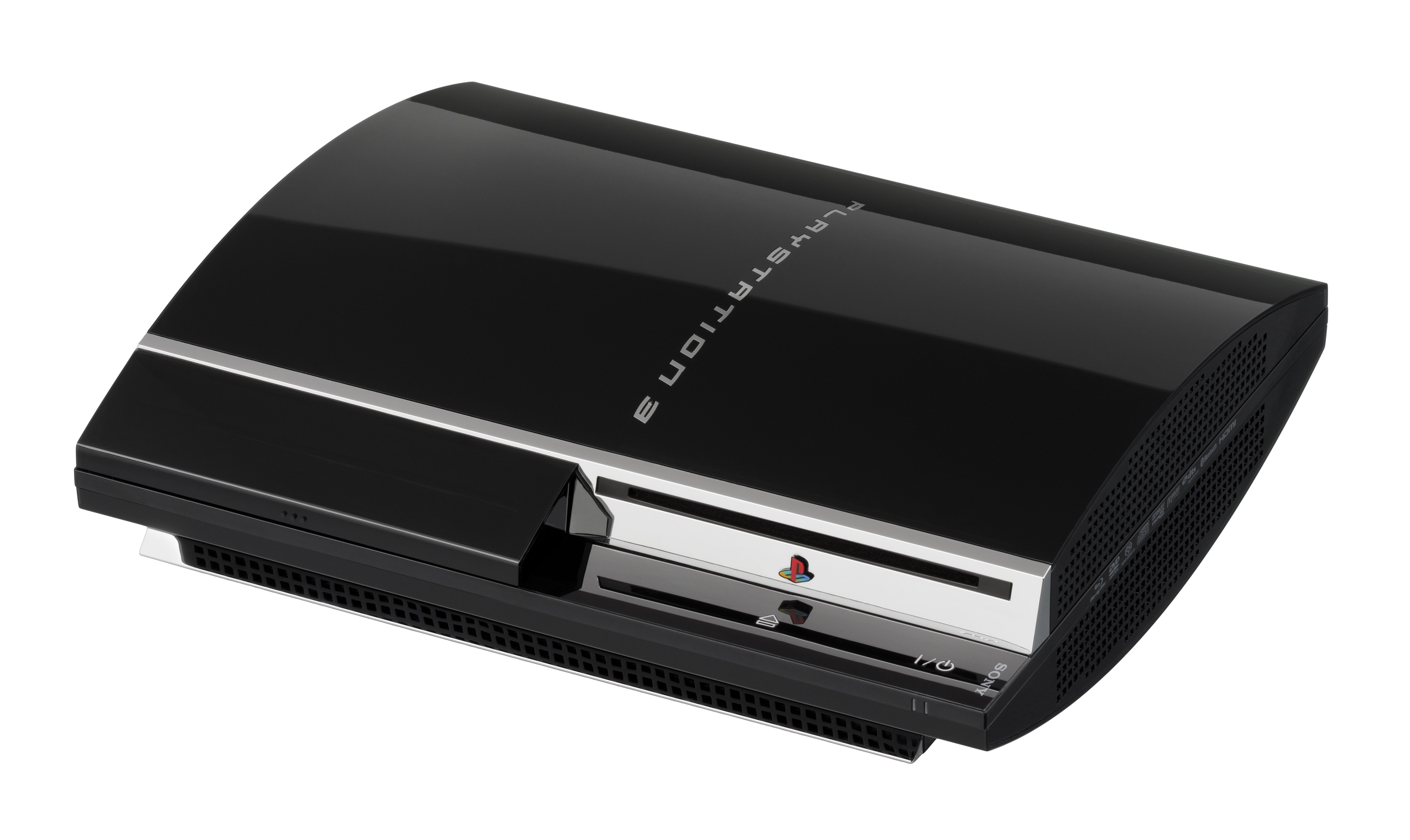
소니의 플레이스테이션 3는 블루레이 디스크 플레이어를 기본 기능으로 탑재했다.

소니가 플레이스테이션 3 비디오 게임 콘솔의 표준 기능으로 블루레이 디스크 플레이어를 통합하기로 한 결정은 결국 포맷의 승리를 보장하는 데 도움이 되었다. 도시바가 시장에서 물러날 무렵, 소니 콘솔은 전 세계적으로 약 1050만 대가 판매되었고, 반면 독립형 기기 및 마이크로소프트의 엑스박스 360 콘솔용 외장 HD DVD 드라이브를 포함한 HD DVD 플레이어는 약 100만 대가 판매된 것으로 추정된다. 게임용으로 HD DVD를 사용하지 않았던 엑스박스 360과 달리, 플레이스테이션 3는 블루레이 디스크의 증가된 저장 용량을 활용하여 게임을 지원했다.
이러한 설치된 사용자 기반의 격차는 미국에서 블루레이 타이틀(PS3 번들 포함)이 HD DVD 타이틀보다 2대 1의 비율로, 유럽에서는 3대 1 또는 4대 1의 비율로 더 많이 판매되는 데 기여했다.
소니의 전략은 상당한 비용을 수반했다. 플레이스테이션 3는 처음 출시될 때 소매가가 500달러부터 시작했는데, 이는 플레이스테이션 2의 약 두 배이며 경쟁 콘솔보다 훨씬 높았다. 그러나 콘솔 제조 비용은 800달러 이상으로 추정되었으며, 이는 블루레이 드라이브를 포함한 고가 부품으로 인해 대당 약 300달러의 손실을 초래했다. 블루레이 드라이브 단독으로도 125달러로 추정되었다. 소니는 이후 2008년 중반까지 PS3 하드웨어에서 누적 약 33억 달러의 손실을 인정했다. 이러한 손실은 게임 판매, BDA에 지불된 라이선스 수수료, 소니의 고화질 텔레비전 판매 증가를 통해 점진적으로 상쇄되었다.

### 스튜디오, 유통업체 동맹
스튜디오 동맹은 시간이 지남에 따라 변동되었다. 2005년 10월 두 포맷 중 하나가 출시되기 전에 이미 두 포맷 모두 메이저 영화 스튜디오 3곳으로부터 독점적인 지원을 확보했다. HD DVD는 유니버설, 파라마운트, 워너 브라더스의 지원을 받았고, 블루레이는 소니, 디즈니, 폭스의 지원을 받았다.
소매 유통의 흐름은 플레이스테이션 3로 인한 더 큰 설치 기반의 영향을 받아 빠르게 블루레이 쪽으로 기울었다. 2007년 6월, 당시 미국 최대 영화 대여 체인인 블록버스터는 블루레이 타이틀만 취급하겠다고 발표했다. 이는 250개 매장에서 실시한 테스트 결과, 고화질 대여 중 70% 이상이 블루레이였다는 사실에 따른 결정이었다. 다음 달, 타겟은 매장에서 블루레이 플레이어만 판매하기 시작했다.
2007년 8월, 파라마운트와 드림웍스 애니메이션(파라마운트가 배급)은 HD DVD에 대한 독점 지원을 약속했다. 이들 회사는 공개적으로 HD DVD의 기술적 장점과 낮은 생산 비용을 이유로 들었다. 그러나 나중에 보고서에 따르면 이들은 도시바로부터 총 1억 5천만 달러의 재정적 지원과 마케팅 약속을 받은 것으로 밝혀졌다.
2008년 1월 4일, 워너 브라더스는 6월까지 HD DVD를 완전히 중단하겠다고 선언했다. 도시바는 실망감을 표했지만, 포맷 지원을 계속하겠다고 다짐했다. 며칠 후, 수요를 회복하기 위한 공격적인 시도로 HD DVD 플레이어 가격을 40%에서 50% 인하했다. 월 스트리트 분석가 로저 케이는 이 움직임을 시장 점유율과 스튜디오를 되찾기 위한 고위험 도박에서 "더블 다운"하는 것에 비유했다. 리처드 그린필드는 이 전략을 단기적인 술책으로 일축했고, 시미즈 히로유키는 워너 브라더스 없이는 HD DVD의 제한된 라이브러리가 결국 치명적일 것이라고 경고했다.
워너의 이탈 후 HD DVD에 대한 소매업체들의 지원은 빠르게 무너졌다. 2008년 1월 28일, 영국 소매업체 울워스는 3월까지 820개 매장에서 HD DVD 타이틀 판매를 중단할 것이라고 발표했다. 2월 11일, 미국 전자제품 소매업체 베스트 바이는 블루레이를 권장 포맷으로 추천하기 시작했다. 같은 날, 온라인 비디오 대여 서비스 중 가장 큰 넷플릭스는 2006년부터 두 포맷을 모두 제공했지만, HD DVD 재고를 단계적으로 줄일 것이라고 발표했다. 닷새 후인 2월 16일, 미국 최대 소매업체인 월마트는 6월까지 HD DVD 판매를 중단하겠다고 선언했다. 뉴욕 타임스는 포맷에 대한 조롱적인 부고장을 내고, 분석가 롭 엔덜리의 말을 인용했다. "월마트가 HD DVD가 끝났다고 말하면, 그것은 사실로 받아들일 수 있다."

## 도시바 발표 및 여파

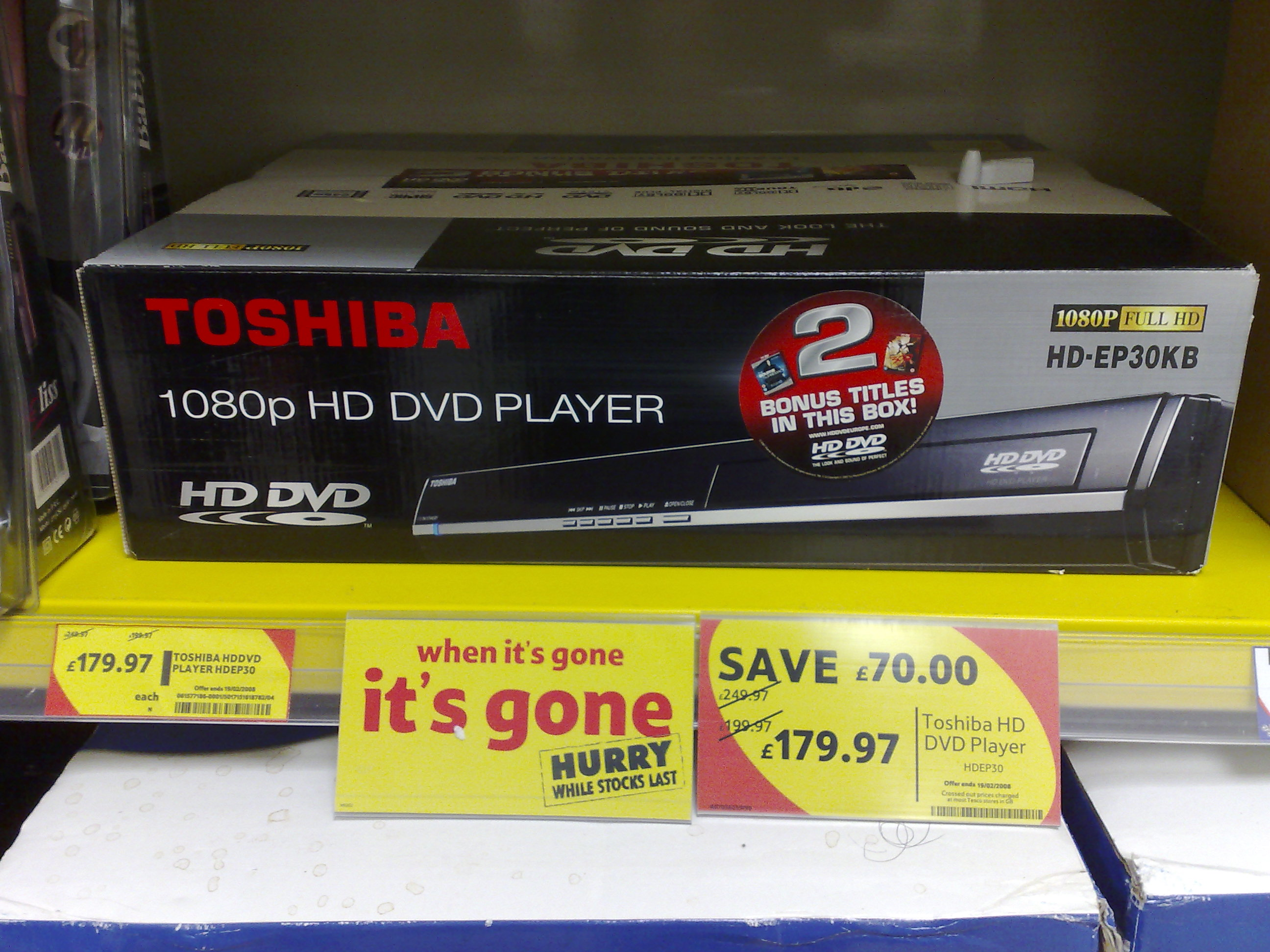
2008년 큰 폭으로 할인된 HD DVD 플레이어

2008년 2월 19일, 도시바는 HD DVD 플레이어 개발, 제조 및 마케팅을 중단하겠다고 발표했다. 같은 날, 유니버설은 2년간의 HD DVD 독점 지원 끝에 블루레이 디스크 포맷으로 타이틀을 출시하겠다고 발표했다. 다음 날인 2월 20일, 파라마운트도 블루레이 지원을 발표하며 마지막으로 그렇게 한 주요 스튜디오가 되었다.
2009년 4월, 워너 브라더스는 "레드2블루" 교환 프로그램을 제공하여 고객이 최대 25개의 HD DVD 타이틀을 블루레이 타이틀로 교환할 수 있도록 했으며, 배송 및 취급 비용만 청구했다.
마이크로소프트는 엑스박스 360용 HD DVD 애드온 생산을 중단하고, HDi와 VC-1 기술의 대체 용도를 모색하기 시작했다. 후자는 이미 워너 브라더스의 블루레이 타이틀에 사용되고 있었다. 엑스박스 360에는 블루레이 드라이브가 탑재되지 않았지만, 후속 기종인 엑스박스 원에는 게임과 영화 모두를 위한 블루레이 드라이브가 내장되었다.
도시바의 철수에도 불구하고 블루레이 플레이어 판매가 즉각적으로 급증하지는 않았다. NPD 그룹에 따르면, 2008년 2월부터 3월까지 독립형 블루레이 판매는 전월 40% 하락 후 2%만 증가했다. 업스케일링 DVD 플레이어는 2008년 1분기에 2007년 같은 기간 대비 5% 증가했으며, 블루레이 플레이어(약 300달러)에 비해 훨씬 저렴했다(약 70달러). 그러나 2009년 봄까지 블루레이 채택은 가속화되었다. 아담스 미디어 리서치는 플레이어 판매가 전년 대비 거의 두 배 증가하여 2009년 1월부터 3월까지 900만 대가 판매되었으며, 이는 2008년 같은 기간의 480만 대에서 증가한 수치라고 보고했다. 2008년 4월 현재, 독립형 플레이어와 플레이스테이션 3 콘솔을 포함한 블루레이 가구 수는 1050만 가구로 추정되었다.

## 같이 보기
- 고화질 광 디스크 포맷 비교
- 사실상 표준
- 지배적 디자인
- 비디오테이프 표준 전쟁